# Вірадо
Вірадо (порт. Virado) також virado à Paulist) — страва бразильської кухні зі штату Сан-Паулу, Бразилія. Створено за часів перших португальських поселенців у цьому регіоні. Страва складається з тарілки квасолі, приготованої з обсмаженою цибулею, часником, жиром і сіллю, сушеного підсмаженого маніокового борошна (або кукурудзяного), свинячого відбивного, смаженої ковбаси, смаженого банана, яйця, бажано з м'яким жовтком, кучерявою жирі, рису, і торресмо, хрусткий свинячої шкірки. Вірадо традиційно подають у понеділок. У місті Сан-Паулу щотижня подають близько 500 000 тарілок цієї страви.

## Історія

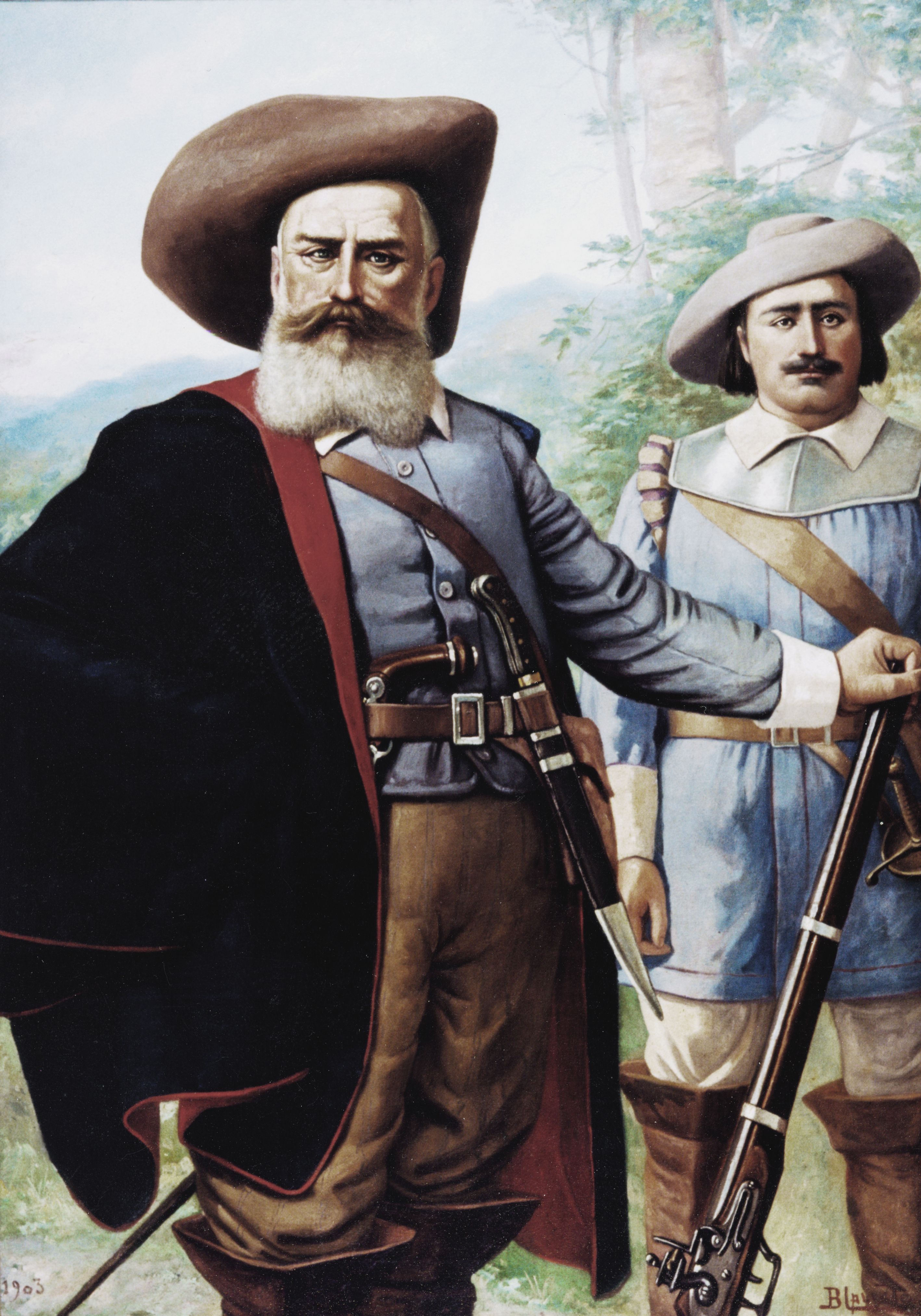
Романтизоване зображення бандейрантес

Вирадо виник у ранній колоніальний період Бразилії як страва бандейрантес. Вони вирушали у внутрішні райони Бразилії спочатку, щоб захопити та поневолити індіанців, а потім для пошуків золота, срібла та алмазів. У рюкзаках вони несли боби, свинину та кукурудзяне борошно. Інгредієнти, що зберігаються в рюкзаку, перемішувалися (порт. virar), звідси й назва страви «вирадо». Вірадо в період бандейрантес складалося тільки з бобів, зазвичай приготовлених без солі, щоб вони не затверділи, кукурудзяного борошна, в'яленого м'яса та бекону. Борошно з маніоки було замінено кукурудзяним борошном після появи цієї культури у регіоні Сан-Паулу у XVIII столітті. Бандейрантес та інші перші поселенці їли вирадо холодним або підігрітим.
Найраніша письмова згадка про вирадо відноситься до 1602 року, коли Ніколау Баррето здійснив експедицію в сучасні Парагвай, Болівію та Перу. Це також пов'язано з монсао, які керували експедиціями річкою у віддалені райони внутрішніх районів Бразилії з початку XVIII до початку XIX століття.
Страва стала основним видом харчування у будинках та на фермах у районі Сан-Паулу. Будинки в Сан-Паулу в ранній колоніальний період були суворими та позбавленими елегантності будинків у Баї, Пернамбуку або Ріо-де-Жанейро. Вірадо подавали будь-якої пори дня з невеликими змінами; у цей період він складався з бобів, бекону, борошна, шматка свинини, копченої ковбаси лінгуїсу та капусти. Рис був доданий у вирадо у XIX столітті після його введення у Бразилії; його готували на залишках вареної свинини чи ковбаси та додатково приправляли салом, часником та сіллю. Десерт, що подається з вирадо, складався зі свіжих фруктів, таких як апельсини; також були поширені банани, обсмажені з корицею та цукром.
Імператор Бразилії Педру I їв вирадо 17 серпня 1822 року в Фазенда Пау д'Алью, в Сан-Жозе-ду-Баррейру, в долині Параїба, під час поїздки з Ріо-де-Жанейро в Сан-Паулу.

## Варіації
Існує кілька варіантів вирадо, заснованих на основному наборі зі свинини, смажених бананів, пюре з бобів з борошном з маніоки, рису, капусти та смаженого яйця. Вірадо можна приготувати з чорної квасолі та кукурудзяного борошна. Рання варіація страви з'явилася, коли бандейрантес направили свої експедиції до Мінас-Жерайс, де страва стала відома як tutu à mineira. Tutu à mineira відрізняється від Virado тим, що у ньому використовуються мелені боби; версія у Сан-Паулу використовує цілі боби. Один з варіантів, який подають в інтер'єрі штату Санта-Катаріна, замінює капусту капустою вареною.